# Кириллов, Вениамин Иванович
Вениамин Иванович Кириллов (1916—1943) — подполковник Рабоче-крестьянской Красной Армии, участник польского похода, участник советско-финской и Великой Отечественной войн, Герой Советского Союза (1940).

## Биография
Вениамин Кириллов родился 8 декабря 1916 года в посёлке Урюм (ныне — Чернышевский район Забайкальского края) в многодетной семье золотостарателя Ивана Кириллова. После окончания восьми классов школы работал учителем физической культуры в Сретенске. В 1937 году Кириллов был призван на службу в Рабоче-крестьянскую Красную Армию. Участвовал в польском походе и советско-финской войне. С декабря 1939 года младший командир Вениамин Кириллов командовал отделением разведки артиллерийского дивизиона 402-го гаубичного артиллерийского полка 7-й армии Северо-Западного фронта. Отличился во время боёв с финскими войсками.
В декабре 1939 — январе 1940 года Кириллов вместе с разведчиками своего отделения совершил ряд рейдов, целью которых было выявление местонахождения финских огневых точек. В ночь с 11 на 12 января 1940 года, находясь в группе старшего лейтенанта Алексея Ватагина, Кириллов участвовал в уничтожении финского дота и захвате ценного «языка».

«Кириллову, как у нас говорили, „везло“. Он возвращался невредимым из самых опасных экспедиций. Но везение здесь было обусловлено тем, что сам Кириллов старался рисковать как можно меньше. Он вел своё дело без спешки и торопливости. Красивых жестов он не делал, в рост под пулями не поднимался. Там, где другой, может быть, прополз бы расстояние за полчаса, Кириллов полз три часа, а то и четыре. Каждую кочку, каждый камень он использовал для укрытия. В его подвигах не было жертвенности, в них было сознание долга и расчет, доведенный до предела».— Герой Советского Союза майор С. Ниловский. «Заметки артиллериста».
Указом Президиума Верховного Совета СССР от 21 марта 1940 года младший командир Вениамин Кириллов был удостоен высокого звания Героя Советского Союза с вручением ордена Ленина и медали «Золотая Звезда» за номером 478.
В 1941 году Кириллов окончил Ленинградское артиллерийское училище. Участвовал в боях Великой Отечественной войны, в 1942 командовал 246 дивизионом 35 ГМП, в 1943 — 61-м гвардейским миномётным полком. Приказом Наркомата обороны СССР № 442 от 29.10.1942 г. Кириллову было присвоено звание подполковника. Погиб в бою за освобождение Днепропетровска 5 ноября 1943 года в районе села Малософиевка. Похоронен в Днепропетровске на Октябрьской площади (одиночная могила № 18, в центре).
Был также награждён орденом Красного Знамени.

## Семья
- Жена Кириллова Антонина Семеновна (Информация из учётно-послужной картотеки офицерского состава МО РФ);
- Жена (с 1942) — Марианна Бебутова, актриса.

## Отзывы современников
Из воспоминаний двоюродной племянницы Людмилы Сергеевой, первой жены переводчика Андрея Сергеева:

Дядя Веня, молодой красавец, всегда улыбался ослепительной белозубой улыбкой, сажал меня на колени, ерошил мои русые кудрявые волосы и приговаривал: "А кудри-то в Ельцовых. Его мама, урождённая Ельцова, была родной сестрой моего деда Анания Александровича Ельцова. Сам дядя Веня пошёл в Кирилловых — темноволос, черноглаз и всегда как будто загорелый — такой цвет лица у него был. На дядю Веню все обращали внимание — высокий стройный, хорош собою, улыбчивый и уже Герой.